# Gran Premio della Malesia 2012
Il Gran Premio della Malesia 2012 è stata la seconda prova della stagione 2012 del campionato mondiale di Formula 1. Si è disputata domenica 25 marzo 2012 in Malaysia, sul circuito di Sepang, che si trova nelle vicinanze dalla capitale malese Kuala Lumpur. La gara è stata vinta da Fernando Alonso su Ferrari, al suo ventottesimo successo in carriera. Alonso ha preceduto sul traguardo Sergio Pérez su Sauber-Ferrari e Lewis Hamilton su McLaren-Mercedes.

## Vigilia

### Sviluppi futuri
Bernie Ecclestone annuncia il prolungamento del Patto della Concordia oltre la sua scadenza di fine 2012.

### Aspetti tecnici
La Pirelli, fornitore unico degli pneumatici, annuncia per questo Gran Premio coperture di tipo duro e medio.

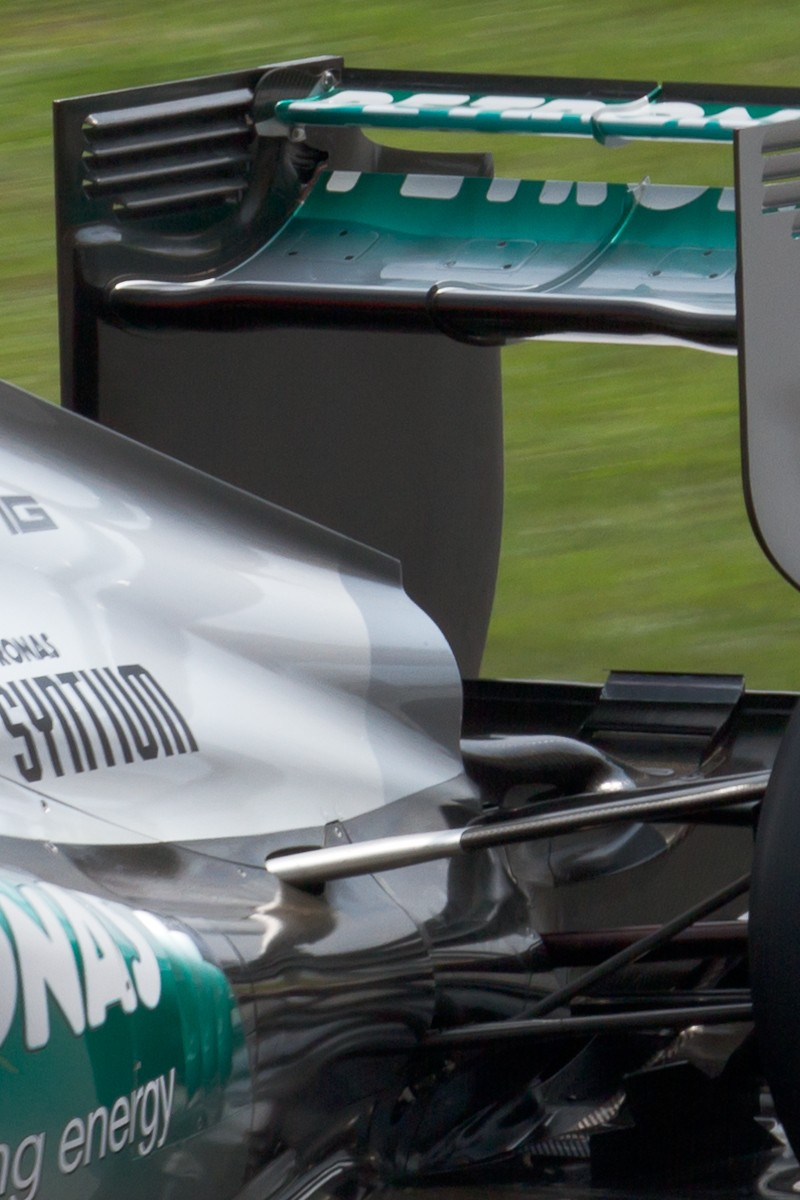
L'ala posteriore della Mercedes F1 W03, oggetto di un reclamo ai commissari.

A seguito delle richieste di Red Bull e Lotus i commissari di Sepang dovevano comunicare la decisione definitiva in merito al condotto F-duct usato dalla Mercedes F1 W03. Con tale meccanismo, quando il DRS è attivo, il flusso dell'ala posteriore viene portato fino all'ala anteriore per ribilanciare la monoposto, togliendo carico sui flap davanti tramite un sistema di soffiaggi. La FIA ha confermato la regolarità del dispositivo.
Come nel 2011 la zona di attivazione del DRS in gara è posta sul rettifilo dei box, con punto di determinazione del distacco tra le vetture in prossimità dell'ultima curva.
La Ferrari appronta un nuovo telaio per Felipe Massa, a causa del comportamento poco usuale del telaio utilizzato nel Gran Premio d'Australia.

### Aspetti sportivi
Heikki Kovalainen è penalizzato di cinque posizioni sulla griglia di partenza per aver violato l'articolo 40.8 del regolamento sportivo nel Gran Premio d'Australia. Il pilota finlandese ha infatti superato due vetture in regime di safety car.
Johnny Herbert, dopo essere stato nominato commissario aggiunto nel Gran Premio di Melbourne, è confermato in tale funzione anche per questo gran premio.
Il finlandese Valtteri Bottas ha sostituito Bruno Senna nelle prime prove del venerdì con la Williams-Renault. È l'esordio per il finnico durante un fine settimana del mondiale di F1.

## Prove

### Resoconto
La prima giornata di prove libere è caratterizzata da pista asciutta. Nella prima sessione il miglior tempo è di Lewis Hamilton, che ha combattuto con Sebastian Vettel dalla metà della sessione in poi. Dietro ai primi due si sono piazzati Nico Rosberg e Michael Schumacher, entrambi con Mercedes. Si riscontrano dei problemi all'HRT: Narain Karthikeyan ha concluso la sessione dopo soli otto giri per un problema al cambio.
Hamilton conquista il tempo migliore anche nella seconda sessione. In questa fase nelle prime quattro posizioni di classifica vi sono quattro vetture motorizzate dalla Mercedes. Dietro al britannico si piazzano Schumacher, seguito da Jenson Button, penalizzato da problemi all'impianto frenante, e Nico Rosberg. Paul di Resta è autore di due escursioni di pista, mentre Kamui Kobayashi viene penalizzato da un problema al cambio. Al termine della sessione i tecnici della Lotus sostituiscono il cambio sulla vettura di Kimi Räikkönen, che quindi è penalizzato di cinque posizioni sulla griglia. Il problema era già emerso al termine del gran premio precedente, per il surriscaldamento del meccanismo dovuto all'entrata di erba nei radiatori a seguito di un'escursione di pista della vettura.
Nella sessione del sabato mattina il miglior tempo è di Nico Rosberg su Mercedes, che lo ottiene negli ultimi minuti utilizzando gomme medie. Dietro a lui c'è il duo della Red Bull Racing, che a lungo si è trovato in testa alla classifica provvisoria. La pioggia, che è caduta poco prima dell'inizio della sessione, ha reso la pista leggermente umida nei primi minuti.

### Risultati
Nella prima sessione del venerdì si è avuta questa situazione:
| Pos | Nº | Pilota           | Costruttore             | Tempo    | Gap    | Giri |
| --- | -- | ---------------- | ----------------------- | -------- | ------ | ---- |
| 1   | 4  | Lewis Hamilton   | McLaren-Mercedes        | 1'38"021 |        | 19   |
| 2   | 1  | Sebastian Vettel | Red Bull Racing-Renault | 1'38"535 | +0"514 | 21   |
| 3   | 8  | Nico Rosberg     | Mercedes                | 1'38"813 | +0"792 | 21   |

Nella seconda sessione del venerdì si è avuta questa situazione:
| Pos | Nº | Pilota             | Costruttore      | Tempo    | Gap    | Giri |
| --- | -- | ------------------ | ---------------- | -------- | ------ | ---- |
| 1   | 4  | Lewis Hamilton     | McLaren-Mercedes | 1'38"172 |        | 28   |
| 2   | 7  | Michael Schumacher | Mercedes         | 1'38"533 | +0"361 | 34   |
| 3   | 3  | Jenson Button      | McLaren-Mercedes | 1'38"535 | +0"363 | 30   |

Nella sessione del sabato mattina si è avuta questa situazione:
| Pos | Nº | Pilota           | Costruttore             | Tempo    | Gap    | Giri |
| --- | -- | ---------------- | ----------------------- | -------- | ------ | ---- |
| 1   | 8  | Nico Rosberg     | Mercedes                | 1'36"877 |        | 16   |
| 2   | 1  | Sebastian Vettel | Red Bull Racing-Renault | 1'37"320 | +0"443 | 15   |
| 3   | 2  | Mark Webber      | Red Bull Racing-Renault | 1'37"338 | +0"461 | 12   |

## Qualifiche

### Resoconto
Nella prima parte vengono eliminati i sei piloti di Caterham, Marussia e HRT. Questa volta però i due piloti del team iberico riescono a far segnare un tempo dentro il limite del 107%, rispetto al tempo del migliore, Mark Webber. Con loro viene eliminato il francese Jean-Éric Vergne della Toro Rosso.
In Q2 il tempo migliore è di Kimi Räikkönen su Lotus, che precede Jenson Button e Nico Rosberg. Vengono eliminati i due piloti della Williams, i due della Force India, Kamui Kobayashi della Sauber, assieme a Felipe Massa e Daniel Ricciardo.
Nella fase decisiva prima Kimi Räikkönen ha fatto segnare il tempo migliore, battuto prima da Button e infine da Lewis Hamilton, che ha così conquistato la seconda pole consecutiva in stagione.

### Risultati
Nella sessione di qualifica si è avuta questa situazione:
| Pos                         | Nº | Pilota             | Costruttore             | Q1       | Q2       | Q3       | Griglia |
| --------------------------- | -- | ------------------ | ----------------------- | -------- | -------- | -------- | ------- |
| 1                           | 4  | Lewis Hamilton     | McLaren-Mercedes        | 1'37"813 | 1'37"106 | 1'36"219 | 1       |
| 2                           | 3  | Jenson Button      | McLaren-Mercedes        | 1'37"575 | 1'36"928 | 1'36"368 | 2       |
| 3                           | 7  | Michael Schumacher | Mercedes                | 1'37"517 | 1'37"017 | 1'36"391 | 3       |
| 4                           | 2  | Mark Webber        | Red Bull Racing-Renault | 1'37"172 | 1'37"375 | 1'36"461 | 4       |
| 5                           | 9  | Kimi Räikkönen     | Lotus-Renault           | 1'37"961 | 1'36"715 | 1'36"461 | 10      |
| 6                           | 1  | Sebastian Vettel   | Red Bull Racing-Renault | 1'38"102 | 1'37"419 | 1'36"634 | 5       |
| 7                           | 10 | Romain Grosjean    | Lotus-Renault           | 1'38"058 | 1'37"338 | 1'36"658 | 6       |
| 8                           | 8  | Nico Rosberg       | Mercedes                | 1'37"696 | 1'36"996 | 1'36"664 | 7       |
| 9                           | 5  | Fernando Alonso    | Ferrari                 | 1'38"151 | 1'37"379 | 1'37"566 | 8       |
| 10                          | 15 | Sergio Pérez       | Sauber-Ferrari          | 1'37"933 | 1'37"477 | 1'37"698 | 9       |
| 11                          | 18 | Pastor Maldonado   | Williams-Renault        | 1'37"789 | 1'37"589 | N.D.     | 11      |
| 12                          | 6  | Felipe Massa       | Ferrari                 | 1'38"381 | 1'37"731 | N.D.     | 12      |
| 13                          | 19 | Bruno Senna        | Williams-Renault        | 1'38"437 | 1'37"841 | N.D.     | 13      |
| 14                          | 11 | Paul di Resta      | Force India-Mercedes    | 1'38"325 | 1'37"877 | N.D.     | 14      |
| 15                          | 16 | Daniel Ricciardo   | STR-Ferrari             | 1'38"419 | 1'37"883 | N.D.     | 15      |
| 16                          | 12 | Nico Hülkenberg    | Force India-Mercedes    | 1'38"303 | 1'37"890 | N.D.     | 16      |
| 17                          | 14 | Kamui Kobayashi    | Sauber-Ferrari          | 1'38"372 | 1'38"069 | N.D.     | 17      |
| 18                          | 17 | Jean-Éric Vergne   | STR-Ferrari             | 1'39"077 | N.D.     | N.D.     | 18      |
| 19                          | 20 | Heikki Kovalainen  | Caterham-Renault        | 1'39"306 | N.D.     | N.D.     | 24      |
| 20                          | 21 | Vitalij Petrov     | Caterham-Renault        | 1'39"567 | N.D.     | N.D.     | 19      |
| 21                          | 24 | Timo Glock         | Marussia-Cosworth       | 1'40"903 | N.D.     | N.D.     | 20      |
| 22                          | 25 | Charles Pic        | Marussia-Cosworth       | 1'41"250 | N.D.     | N.D.     | 21      |
| 23                          | 22 | Pedro de la Rosa   | HRT-Cosworth            | 1'42"914 | N.D.     | N.D.     | 22      |
| 24                          | 23 | Narain Karthikeyan | HRT-Cosworth            | 1'43"655 | N.D.     | N.D.     | 23      |
| Tempo limite 107%: 1'43"974 |    |                    |                         |          |          |          |         |

Con i tempi in grassetto sono visualizzate le migliori prestazioni in Q1, Q2 e Q3.

## Gara

### Resoconto
La gara è stata influenzata dalle condizioni meteo incerte, infatti già dalla partenza tutti i piloti montano gomme intermedie.
Al via Lewis Hamilton mantiene la prima posizione, seguito dal compagno di squadra Jenson Button. Dietro, Romain Grosjean recupera diverse posizioni, però alla curva 4, dopo un contatto con Michael Schumacher che tentava di superarlo, finisce in testacoda scivolando così, insieme al tedesco, in fondo al gruppo. Nel frattempo conquistano la terza e quarta posizione le due Red Bull-Renault di Mark Webber e Sebastian Vettel, inseguite da Fernando Alonso.
L'intensità della pioggia aumenta sempre di più e le condizioni della pista peggiorano. Al quarto giro Grosjean va in testacoda per la seconda volta ed esce fuori pista concludendo così la sua gara. La pioggia costringe quasi tutti i piloti a rientrare ai box per cambiare le gomme e montare quelle da bagnato. Al sesto giro, viste le difficili condizioni climatiche, i commissari di gara fanno entrare in pista la safety car. Le prime due posizioni restano invariate mentre si porta al terzo posto Sergio Pérez della Sauber, che ha guadagnato diverse posizioni essendo rientrato per il cambio gomme prima di tutti alla fine del primo giro; al quarto posto si trova Webber e a seguire Alonso, che durante i pit stop ha guadagnato una posizione su Vettel. Al nono giro, visto il persistere della pioggia, i commissari decidono di sospendere la gara con la bandiera rossa in attesa di un miglioramento delle condizioni climatiche. La classifica vede davanti Hamilton, seguito da Button, Pérez, Webber, Alonso, Vettel e Jean-Éric Vergne, che monta ancora gomme intermedie, e non essendosi fermato, ha guadagnato diverse posizioni.

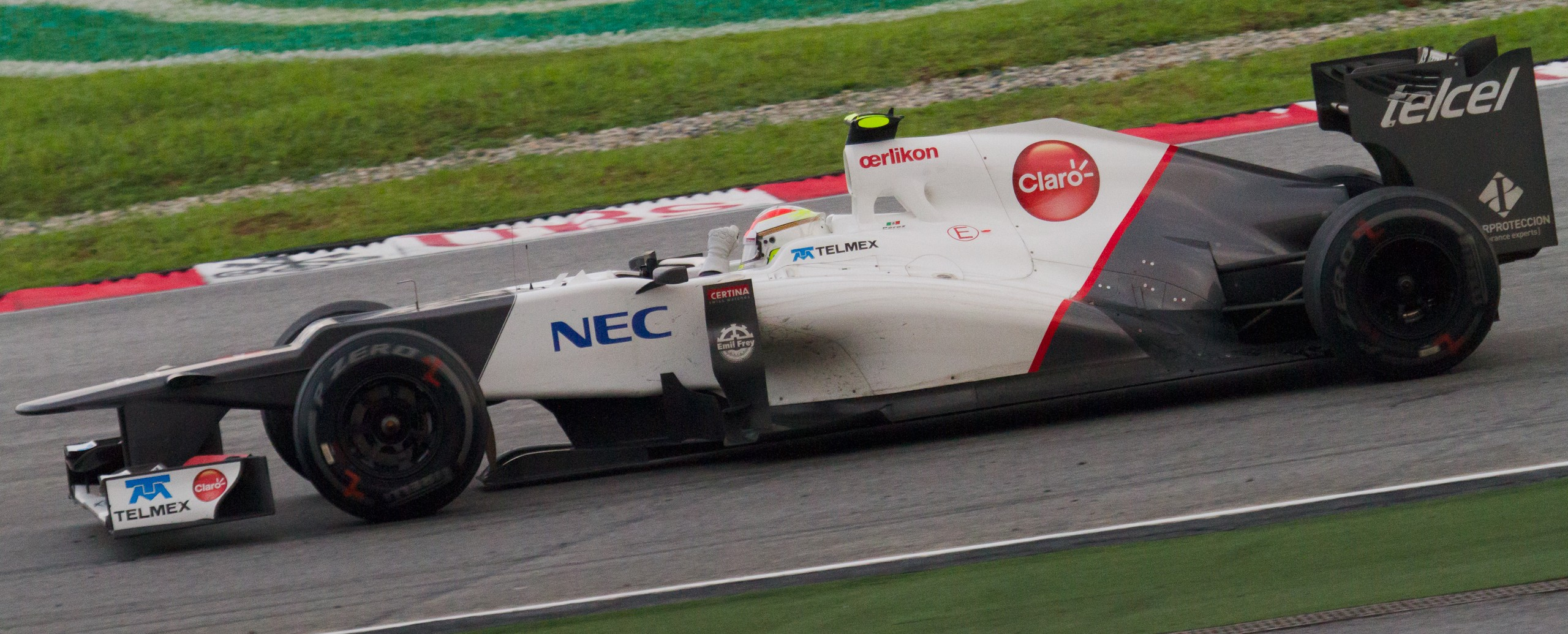
Sergio Pérez della Sauber giunge secondo, dietro a Fernando Alonso.

Dopo circa 50 minuti di attesa, alle 17:15 ora locale, la gara riprende. Dopo quattro giri, percorsi dietro la Safety car, la gara riprende la sua normale andatura e, subito alcuni piloti, tra cui Button e Rosberg, rientrano per montare le intermedie. Alla
prima curva, Alonso ottiene il quarto posto superando Mark Webber.
Un giro più tardi, durante il pit stop, una disattenzione dei meccanici e il traffico nella pit lane portano Hamilton a perdere la propria posizione in favore di Alonso; Button, che si ritrova davanti al compagno ma alle spalle dello spagnolo, rompe l'alettone anteriore in un contatto con Narain Karthikeyan ed è costretto nuovamente a tornare ai box ritrovandosi così in 22ª posizione.
Dopo il pit stop di Pérez alla fine del giro 15, Alonso passa il messicane alla curva 3 e prende il comando della gara cominciando a distanziare il pilota della Sauber-Ferrari seguito da Hamilton, Nico Rosberg, Vettel, Kimi Räikkönen e Webber. Al 24º giro però Rosberg viene superato da Vettel e, nel giro successivo, anche da Räikkönen scivolando così in sesta posizione. Qualche giro più tardi anche Webber riesce a superare il pilota tedesco della Mercedes, in chiara difficoltà a causa dell'usura degli pneumatici.
Il distacco tra Alonso e Pérez, dopo aver sfiorato gli otto secondi, inizia a scendere dopo il trentesimo giro con il messicano, sensibilmente più veloce, che si porta nella scia della Ferrari al giro 40, quando lo spagnolo va ai box per montare le soft. La pista infatti si asciuga e i piloti sono perciò costretti ad una nuova sosta per cambiare le gomme intermedie con le più performanti gomme da asciutto. Non cambiano le posizioni di testa durante i pit stop ad eccezione di Webber che supera Räikkönen. Il giro in più con le intermedie e una sosta non velocissima fanno risalire il distacco tra i primi due a sette secondi.
Tuttavia Pérez, che ha montato le medie, si mostra ancora più veloce rispetto ad Alonso e ricomincia ad avvicinarsi. Al 48º giro Vettel, dopo un contatto con Karthikeyan fora la gomma posteriore ed è costretto a tornare ai box scivolando perciò in dodicesima posizione. Maldonado rompe il motore a due giri dalla fine, e, per la seconda domenica di fila, vede svanire punti in vista del traguardo.
Nei giri finali Pérez si avvicina sempre di più ad Alonso ma, al giro 50 commette un errore finendo largo alla Sunway Lagoon, e non riesce ad impensierire il pilota spagnolo che va a vincere la gara. È la prima vittoria in stagione per lui e per la Ferrari interrompendo un digiuno che durava dal Gran Premio di Gran Bretagna 2011; in seconda posizione si piazza Sergio Pérez (primo podio per un messicano dal Gran Premio d'Olanda 1971, ottenuto all'epoca da Pedro Rodríguez), che porta alla Sauber un podio che mancava dal Gran Premio del Brasile 2009 (quando si chiamava ancora BMW Sauber, ottenuto in quell'occasione da Robert Kubica), mentre Hamilton riesce a classificarsi terzo. Seguono in quarta posizione Webber, in quinta Räikkönen (autore del giro più veloce dal suo ritorno in Formula 1, la prima volta dal Gran Premio di Singapore 2008 a bordo della Ferrari), in sesta Bruno Senna che conquista i primi punti iridati della stagione per la Williams, in settima Paul Di Resta su Force India, in ottava Jean-Éric Vergne su Toro Rosso (primi punti in F1 per lui e primo francese a marcarli dopo Sébastien Bourdais nel Gran Premio di Monaco 2009). Chiudono la zona punti al nono posto l'altra Force India di Nico Hülkenberg e la Mercedes di Michael Schumacher. Rimane ai margini della zona punti, in undicesima posizione, Vettel, prima richiamato ai box nell'ultimo giro per il ritiro, poi lasciato in pista fino alla bandiera a scacchi. Per il Lotus F1 Team è il primo giro veloce dal cambio di denominazione, mentre per il nome Lotus, considerando anche le vittorie dello storico Team Lotus, attivo dal 1958 al 1994, è il settantaduesimo giro veloce, il primo dal Gran Premio d'Australia 1989, ottenuto all'epoca da Satoru Nakajima.

### Risultati
I risultati del gran premio sono i seguenti:
| Pos | Nº | Pilota             | Costruttore             | Giri | Tempo/Ritiro | Griglia | Punti |
| --- | -- | ------------------ | ----------------------- | ---- | ------------ | ------- | ----- |
| 1   | 5  | Fernando Alonso    | Ferrari                 | 56   | 2h44'51"812  | 8       | 25    |
| 2   | 15 | Sergio Pérez       | Sauber-Ferrari          | 56   | +2"263       | 9       | 18    |
| 3   | 4  | Lewis Hamilton     | McLaren-Mercedes        | 56   | +14"591      | 1       | 15    |
| 4   | 2  | Mark Webber        | Red Bull Racing-Renault | 56   | +17"688      | 4       | 12    |
| 5   | 9  | Kimi Räikkönen     | Lotus-Renault           | 56   | +29"456      | 10      | 10    |
| 6   | 19 | Bruno Senna        | Williams-Renault        | 56   | +37"667      | 13      | 8     |
| 7   | 11 | Paul di Resta      | Force India-Mercedes    | 56   | +44"412      | 14      | 6     |
| 8   | 17 | Jean-Éric Vergne   | STR-Ferrari             | 56   | +46"985      | 18      | 4     |
| 9   | 12 | Nico Hülkenberg    | Force India-Mercedes    | 56   | +47"892      | 16      | 2     |
| 10  | 7  | Michael Schumacher | Mercedes                | 56   | +49"996      | 3       | 1     |
| 11  | 1  | Sebastian Vettel   | Red Bull Racing-Renault | 56   | +1'15"527    | 5       |       |
| 12  | 16 | Daniel Ricciardo   | STR-Ferrari             | 56   | +1'16"828    | 15      |       |
| 13  | 8  | Nico Rosberg       | Mercedes                | 56   | +1'18"593    | 7       |       |
| 14  | 3  | Jenson Button      | McLaren-Mercedes        | 56   | +1'19"719    | 2       |       |
| 15  | 6  | Felipe Massa       | Ferrari                 | 56   | +1'37"319    | 12      |       |
| 16  | 21 | Vitalij Petrov     | Caterham-Renault        | 55   | +1 giro      | 19      |       |
| 17  | 24 | Timo Glock         | Marussia-Cosworth       | 55   | +1 giro      | 20      |       |
| 18  | 20 | Heikki Kovalainen  | Caterham-Renault        | 55   | +1 giro      | 24      |       |
| 19  | 18 | Pastor Maldonado   | Williams-Renault        | 54   | Motore       | 11      |       |
| 20  | 25 | Charles Pic        | Marussia-Cosworth       | 54   | +2 giri      | 21      |       |
| 21  | 22 | Pedro de la Rosa   | HRT-Cosworth            | 54   | +2 giri      | 22      |       |
| 22  | 23 | Narain Karthikeyan | HRT-Cosworth            | 54   | +2 giri      | 23      |       |
| Rit | 14 | Kamui Kobayashi    | Sauber-Ferrari          | 46   | Freni        | 17      |       |
| Rit | 10 | Romain Grosjean    | Lotus-Renault           | 3    | Testacoda    | 6       |       |

## Classifiche Mondiali

### Piloti
| Pos | Pilota             | Punti |
| --- | ------------------ | ----- |
| 1   | Fernando Alonso    | 35    |
| 2   | Lewis Hamilton     | 30    |
| 3   | Jenson Button      | 25    |
| 4   | Mark Webber        | 24    |
| 5   | Sergio Pérez       | 22    |
| 6   | Sebastian Vettel   | 18    |
| 7   | Kimi Räikkönen     | 16    |
| 8   | Bruno Senna        | 8     |
| 9   | Kamui Kobayashi    | 8     |
| 10  | Paul di Resta      | 7     |
| 11  | Jean-Éric Vergne   | 4     |
| 12  | Daniel Ricciardo   | 2     |
| 13  | Nico Hülkenberg    | 2     |
| 14  | Michael Schumacher | 1     |

### Costruttori
| Pos | Team                    | Punti |
| --- | ----------------------- | ----- |
| 1   | McLaren-Mercedes        | 55    |
| 2   | Red Bull Racing-Renault | 42    |
| 3   | Ferrari                 | 35    |
| 4   | Sauber-Ferrari          | 30    |
| 5   | Lotus-Renault           | 16    |
| 6   | Force India-Mercedes    | 9     |
| 7   | Williams-Renault        | 8     |
| 8   | STR-Ferrari             | 6     |
| 9   | Mercedes                | 1     |

## Decisioni della FIA
Al termine della gara, Narain Karthikeyan è stato penalizzato di venti secondi sul tempo totale per aver causato una foratura a Sebastian Vettel. 21° all'arrivo scala 22°.